# Willinger László
Willinger László (Laszlo Joseph Willinger) (Budapest, 1909. április 6. – Los Angeles, Kalifornia, 1989. augusztus 8. ) fotóművész, egyike volt a három legnagyobb hollywoodi glamour fotósnak (Hurrell, Willinger és Bull).

## Életpályája
Édesapja Willinger Vilmos fényképész volt, fotóriporter, később fotóügynökséget tartott fenn. Édesanyja Margit (Margaret Willinger) szintén fényképész volt, aki a fotózásokon kívül fényképészetet  tanított Berlinben. A szakmát már kora gyermekkorban tőlük tanulta. Korán bekapcsolódott az aktív munkába, hiszen 16 éves volt, amikor a berlini Willinger műterem megnyílt.  Berlini tanulmányait követően önálló stúdiót nyitott Párizsban 1929-ben, majd egy másikat 1931-ben Berlinben. 

### Európában
Ezzel párhuzamosan szabadúszóként dolgozott a Berliner Illustrierte, Hamburger Illustrierte, a Munchener Illustrierte Zeitung, a London Daily Express, a  Keystone View lapoknak, de publikált a párizsi Talbot Studio kiadványaiban is. Zsidó származása okán Hitler hatalomra jutásakor 1933-ban elhagyta ő is Berlint, akárcsak szülei, és Németországot is. Bécsben telepedett meg, ahol létrehozott egy stúdiót, amely jól prosperált 1933-1937 közötti időszakban.  Olyan hírességekről készített fényképeket ekkoriban, mint Marlene Dietrich, Hedy Lamarr, Sigmund Freud, Carl Gustav Jung, valamint Max Reinhardt színházi rendezéseit dokumentálta. 
1930-as évek közepén afrikai és ázsiai körutazást tett, amelyet végig dokumentált fényképeivel.  1937-ben Eugene Robert Richee amerikai fényképész meghívására Amerikába utazott. Amerikai utazása során találkozott ismét Louis B. Mayerrel az Metro-Goldwyn-Mayer vezető emberével, akivel korábban Bécsben már találkozott. Louis B. Mayer az MGM Stúdió számára keresett akkor tehetségeket, és Hedy Lamarr amerikai bevezetéséhez megbízta Willingert, hogy készítsen a művésznőről képsorozatot. Amerikában azután nem csak Hedy Lamarr, hanem a fényképésze is debütált.

### Az Egyesült Államokban

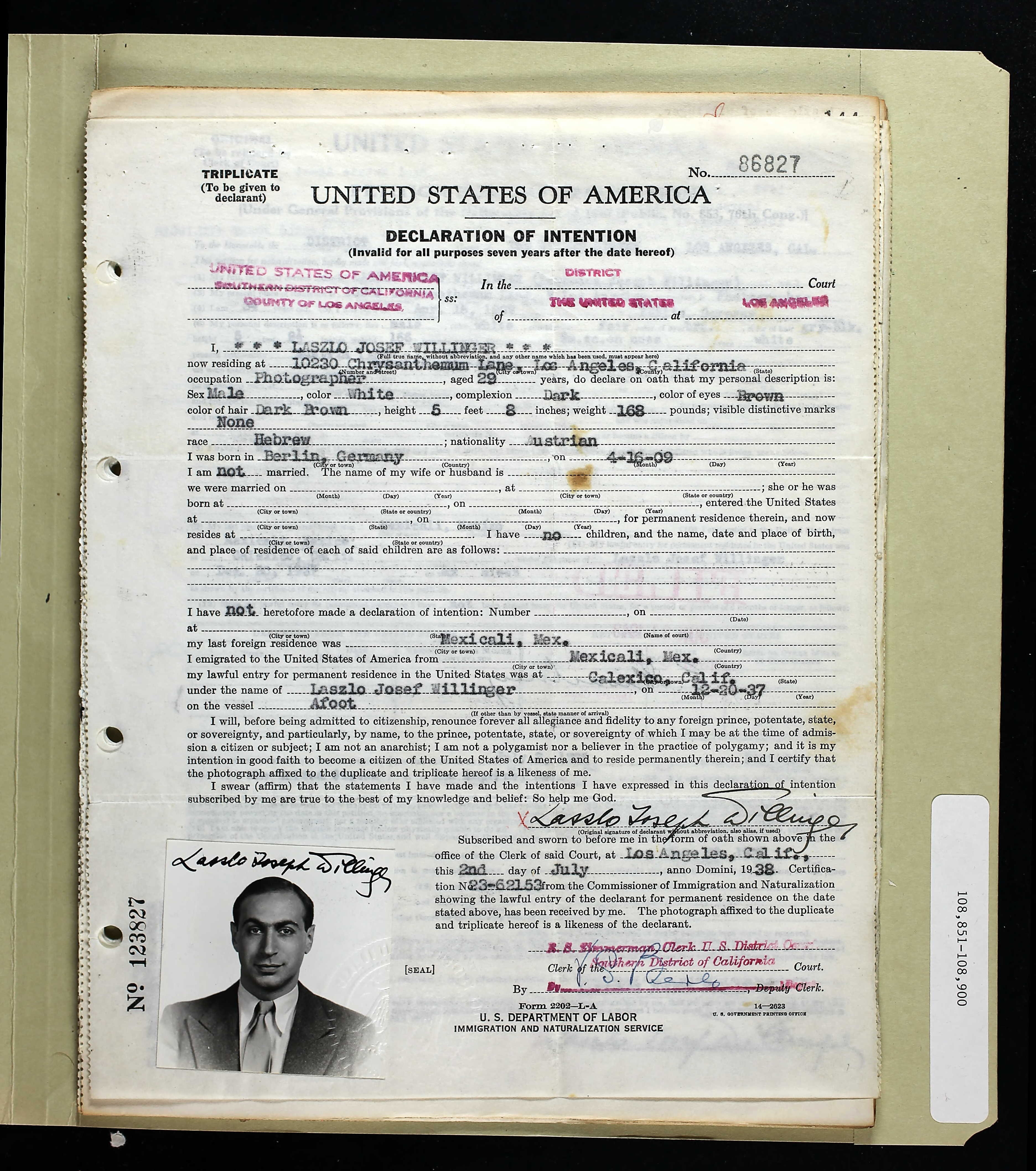
Letelepedési kérelméhez benyújtott szándéknyilatkozata, amelyben berlini születésű osztrák állampolgárnak vallotta magát

Ted Allan szerződtette az Metro-Goldwyn-Mayerhez. Willinger stúdiót alapított Hollywoodban, ahol a kor szokásaival ellentétben a színes fényképezés technikájával is elkezdett foglalkozni a sztárportrék készítésekor. Sőt a hollywoodi fényképészek közül az elsők között kezdett sajátos hangulatú színes portrékat készíteni a legnépszerűbb akkori filmcsillagokról. Magazinok címlapjaira kerültek képei, folyóiratok közölték portréit, reklámügynökségek foglalkoztatták. 
Ez volt az Metro-Goldwyn-Mayer és Hollywood aranykora, ahol a későbbi nagy sztárok az kezdő lépéseiket tették meg. Willinger László szorgalmasan dolgozott, idővel már Joan Crawford, Vivien Leigh, vagy Clark Gable afféle házi-fényképésznek tekintette őt, hiszen a kezdetek sikereit is együtt osztották meg. Művészeti vezetőként járt-kelt a színészek között fotózáskor a stúdiókban, de őt csak a fénykép érdekelte, a lehető legjobb beállítás, a legjobb pillanat, amikor a fényképezés feszültsége feloldódik egy-egy mosolyban, vagy egy önkéntelen felszabadult gesztusban.  Willinger mindig a legmagasabb szakmai elvárásokkal készült neki egy-egy kép elkészítésének, és kivárta a legtökéletesebb másodpercet, nem lehetett sürgetni, sem szakmai engedményekre rábírni. 
1944 után maradt az Metro-Goldwyn-Mayernél, de már jószerivel csak ügynökségeknek dolgozott, és reklámfotókat készített. Jó barátságba került Edward Weston akkoriban már befutott amerikai sztár fotóművésszel, s mint hogy nem laktak egymástól messze, gyakorta összejártak. Mindkét fényképész a szakmájának egy-egy csúcspontját jelentette, s a szakmai azonosság mellett hasonló világszemléletük révén lettek öregségükre barátok. Willinger halálakor segített Ed Weston a ház eladásban a jogi papírok intézésében, s a képek értékesítésében is. 
Los Angeles-i Cedars-Sinai Medical Center-ben hunyt el szívelégtelenségben 80 éves korában.

## Stílusa
Képeihez retusőröket vett igénybe. A technikai tökéletlenségek, a mindig előkerülő porszemcsék, elektrosztatikus feltöltődésből származó szálak mellett a bőr és arcszín retusálás volt az általa leginkább elfogadott és alkalmazott utómunka. Az arc-sminkek még nem voltak olyan fejlettségűek, mint ma, és egy-egy színész esetében előforduló nem kívánt árnyékhatás, bőrredő korrigálását fontosnak találta, hogy a fényképezett személy a legtökéletesebbnek láthassa magát viszont a képeken. Használt lágyító szűrőket, csillogást kiemelő előtéteket, amelyek akkoriban nem voltak készen kaphatóak, úgy kellett azokat kikísérletezni és különböző eljárásokkal előállítani.

### Képei
- Donna Reed arcképe (1944)
- Edna May Oliver reklámfotója (1940 körül)

## Fordítás
- Ez a szócikk részben vagy egészben  a   László Willinger című angol Wikipédia-szócikk ezen változatának fordításán alapul.  Az eredeti cikk szerkesztőit annak laptörténete sorolja fel. Ez a jelzés csupán a megfogalmazás eredetét és a szerzői jogokat jelzi, nem szolgál a cikkben szereplő információk forrásmegjelöléseként.